# Thomas Robinson Woolfield
Sir Thomas Robinson Woolfield, né en 18 février 1800 à Birmingham et mort le 28 avril 1888 à Cannes, est une personnalité de la ville de Cannes.

## Biographie
Sir Thomas Robinson Woolfield est un promoteur immobilier britannique qui a construit le Palais du duc Vallombrosa et la Villa Victoria à Cannes. Il est aussi un acclimateur grâce à qui le premier Eucalyptus a été importé en Europe depuis le jardin botanique de Sydney eu Australie. Le jardin botanique de la Villa Victoria a été composé par le jardinier britannique John Taylor (1834-1922). La flore de la Villa Victoria était admirée et citée en exemple par les botanistes anglais. En 1855 Sir Thomas Robinson Woolfield fait construire Christ Church sur la partie nord-est du jardin de la propriété. En 1860 il lotit une grande partie de son domaine, ne gardant que le jardin qui s'étend à proximité de la maison jusqu'à la mer. Le prince Léopold, fils de la reine Victoria et futur duc d'Albany, y introduit et met à la mode le croquet dont le terrain est aménagé en 1874 en court de tennis, le premier de Cannes. Ce qui restait du jardin est loti depuis 1951.

Il est inhumé à Cannes, au Cimetière du Grand Jas.